# 朗湖 (美因河畔卡爾施泰因)
50°3′22.02″N 9°0′37.9″E / 50.0561167°N 9.010528°E

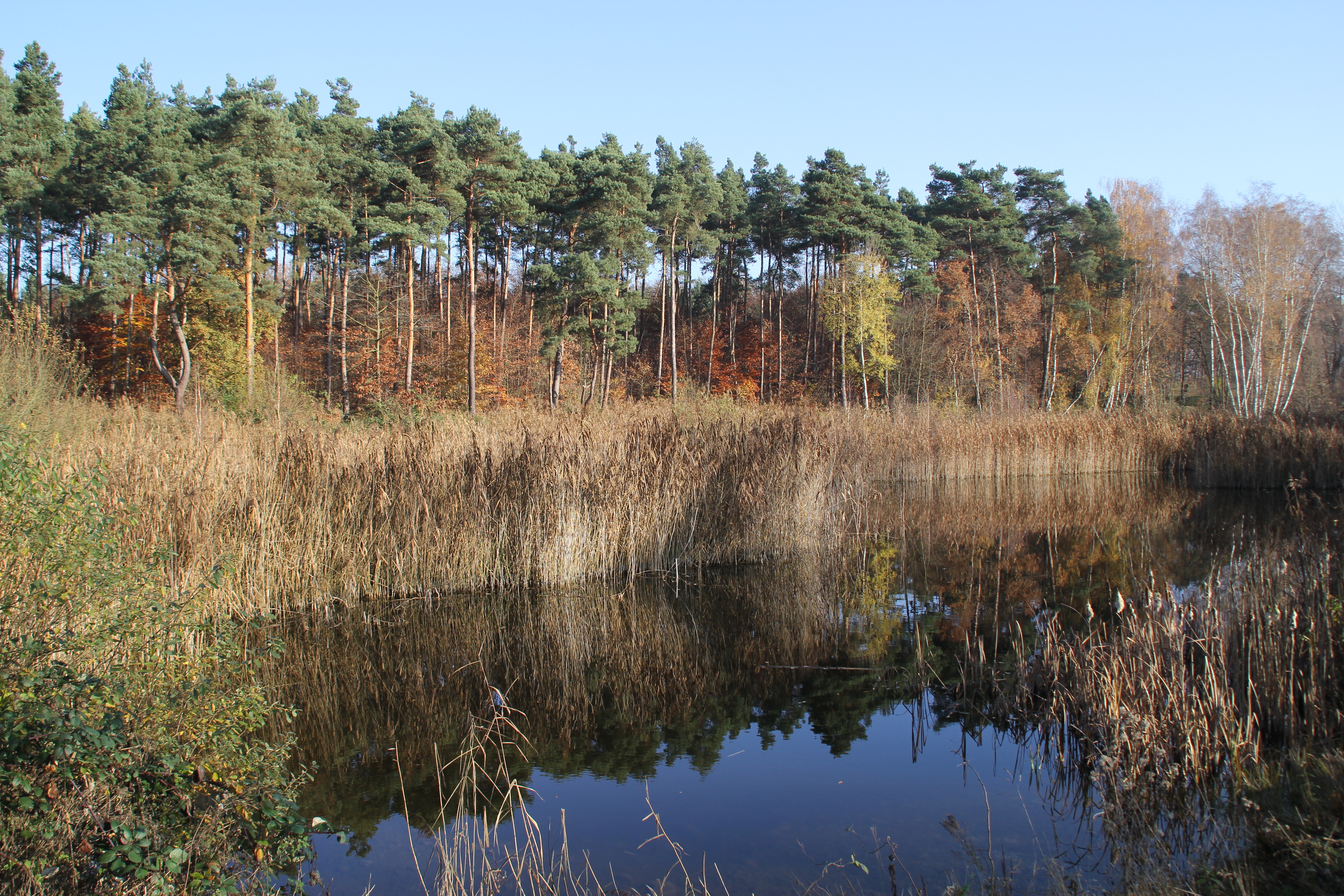

朗湖（德語：Langer See），是德國的湖泊，位於該國東南部，由巴伐利亞州負責管轄，處於美因河畔卡爾施泰因，長0.1公里、寬0.03公里，面積0.005平方公里，平均水深1米。